# Meiacanthus kamoharai
Meiacanthus kamoharai es una especie de pez de la familia Blenniidae en el orden de los Perciformes.

## Morfología
• Los machos pueden llegar alcanzar los 6 cm de longitud total.

## Alimentación
Come algas y zooplancton.

## Reproducción
Es ovíparo.

## Hábitat
Es un pez de mar y de clima templado y asociado a los  arrecifes de coral-

## Distribución geográfica
Se encuentra al sur del Japón.